# Тарн Адамс
Тарн Адамс (англ. Tarn Adams; нар. 17 квітня 1978, Сілвердейл, США) — американський розробник комп'ютерних ігор, відомий за свою роботу над Dwarf Fortress. Над грою він працює з 2002 року зі старшим братом Заком. Навчився програмувати в дитинстві, а комп'ютерними іграми займався як хобі. У 2006 році покинув перший курс аспірантури з математики в Техаському університеті A&M, щоб зосередитися на розробці ігор.

## Dwarf Fortress
Розробка гри Dwarf Fortress почалася у 2002 році.
Основний режим гри відбувається у процедурно сформованому фентезі-світі, в якому гравець опосередковано контролює групу гномів і намагається побудувати успішну і багату підземну фортецю. Розвиток Dwarf Fortress тривав до 8 серпня 2006 року, коли вийшла перша альфа-версія. Пожертви досягли 800—1000 доларів у наступні місяці, це середнє значення поступово зростало, поки Тарн та Зак не стали фінансово стабільними. Потім вони вирішили покладатися виключно на пожертви. Врешті-решт гра залучила культових послідовників і були сформовані різні вебспільноти, присвячені їй. Пізніше журналісти відеоігор висвітлювали цю гру. Вони зосередилися на тому, що це проєкт із двох учасників, який виживає за рахунок пожертв. Критики високо оцінили ігровий геймплей, але неоднозначно відгукнулись на складність.
Гра має текстову графіку і є відкритою без основних цілей. Перш ніж почати, гравець повинен створити світи з континентами, океанами та історіями, що описують цивілізації. Основний ігровий режим, режим Dwarf Fortress, полягає у виборі відповідного місця зі створеного світу, створенні успішної колонії або фортеці, боротьбі з різними загрозами. Кожен карлик моделюється відповідно до своєї індивідуальної особистості, має симпатії чи антипатії та конкретні навички, що піддаються дресируванню в різних роботах. Другий ігровий режим, режим Adventurer, де гравець починає свою діяльність як авантюрист у світі або як лідер авантюрної групи, і може вільно досліджувати, виконувати квести або навіть відвідувати старі занедбані фортеці. Бойова система анатомічно деталізована, бойові журнали описують в деталях різні процеси, які відбуваються під час битви.
Продовжуючи розвиток, Тарн називає це своїм ділом життя і заявив у 2011 році, що версія 1.0 не буде готова принаймні ще 20 років, і навіть після цього він буде продовжувати над нею працювати. Гра вплинула на Minecraft і була обрана серед інших ігор, які будуть представлені в Музеї сучасного мистецтва, щоб показати історію відеоігор у 2012 році. Існує активна спільнота шанувальників гри, і Тарн сказав, що вони допомагали йому в розробці ігор, крім надання грошової підтримки. Вболівальники також творчо інтерпретували гру. Він та його брат надсилають донатерам, які найбільше пожертвували, малюнки з олівцями або короткі розповіді з урахуванням їхніх запитів та відображають на своєму вебсайті.

## Натхнення та уподобання
Тарн назвав книги, фільми, рольові та інші ігри, пізнані в дитинстві, як натхнення для різноманітних розроблених ним проектів. Він сказав, що Dungeons & Dragons, твори Толкіна та настільні ігри, такі як Cyberpunk 2020, зацікавили його, особливо на нього вплинув жанр фентезі та наукова фантастика.
Щодо своєї кар'єри, він сказав: «… але що стосується дизайну, я просто думаю, що випадково потрапив у маленьке солодке місце, де я отримую багато свободи, але, мабуть, ціна — це мої засоби до існування». Далі він сказав, що робота в ігровій індустрії — це «розчавлення душі».
Адамс продемонстрував свою неприязнь до масових багатокористувацьких онлайн-ігор і сказав, що популярні ігри викликають звикання, оскільки використовують примусові риси накопичення для гравця.